# Epílic d'Atenes
Epílic d'Atenes (en llatí Epilycus, en grec antic Ἐπίλυκος) fou un poeta còmic atenenc de la vella comèdia del que es coneix l'obra Κωραλίσκος, mencionada per un antic gramàtic en relació amb Aristòfanes. Suides el cita i en reprodueix algun fragment, però no indica la seva època. Un autor d'aquest nom, germà del poeta còmic Crates també el menciona Suides, però no se sap si era el mateix.